# 地獄の門

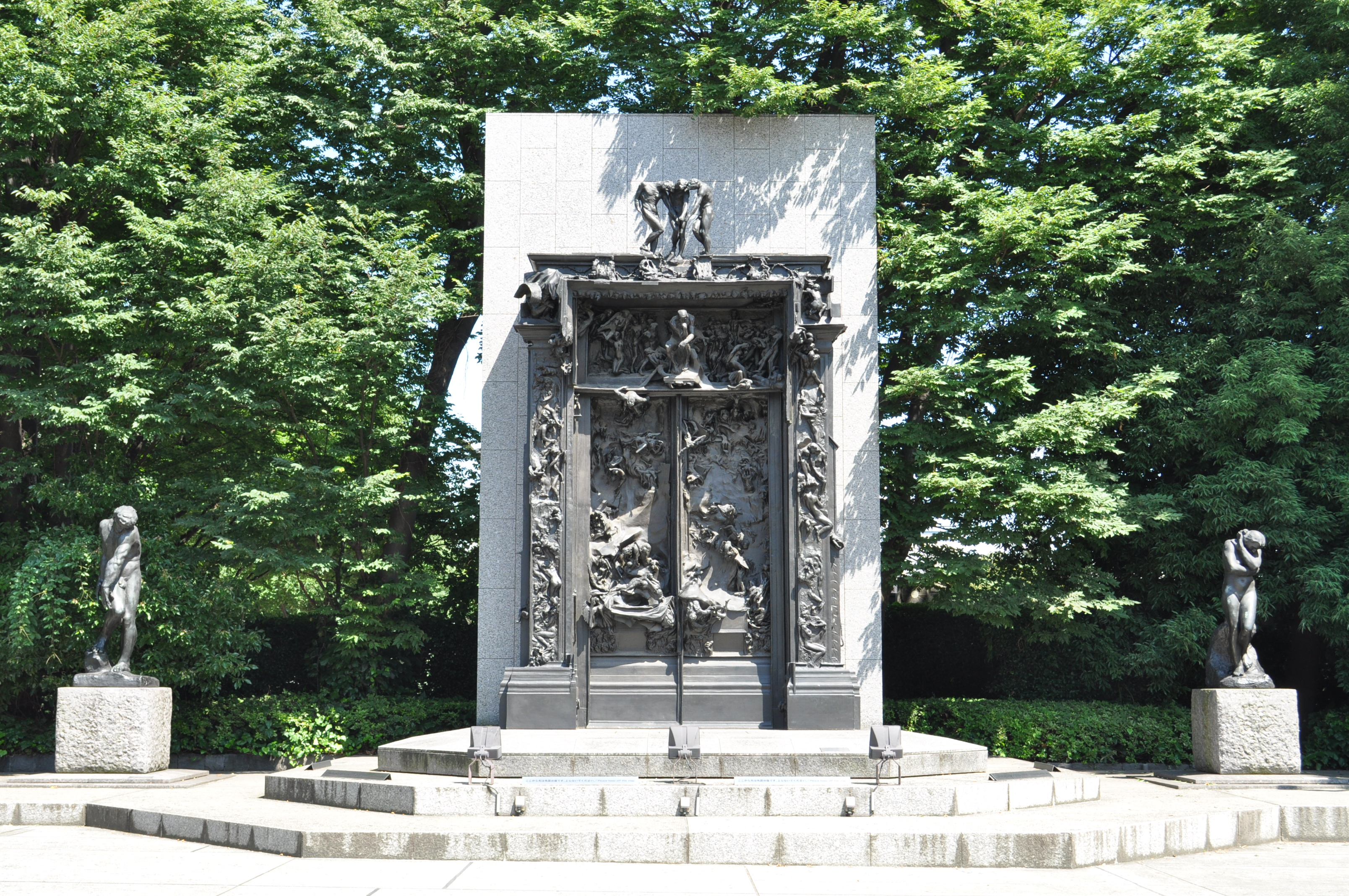
地獄の門（ロダン作）（国立西洋美術館）

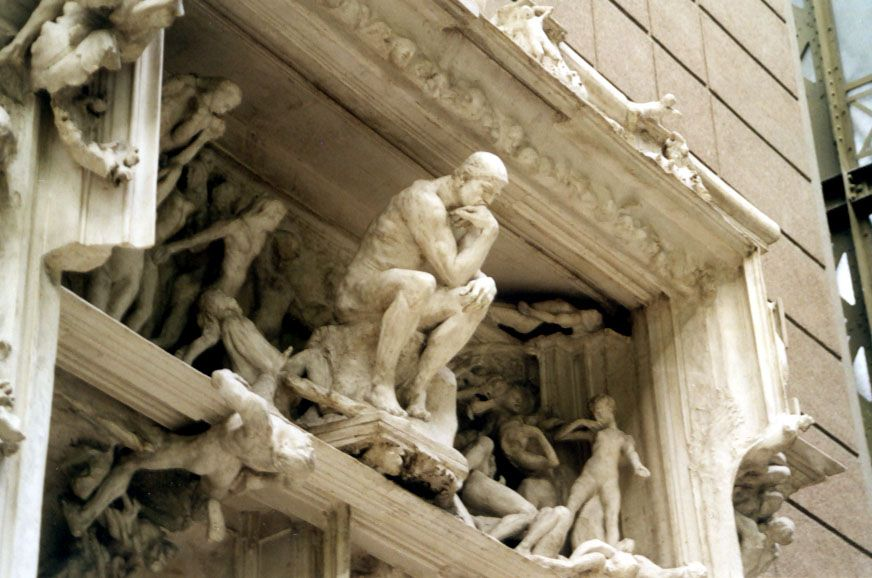
地獄の門（ロダン作）
「考える人」部分

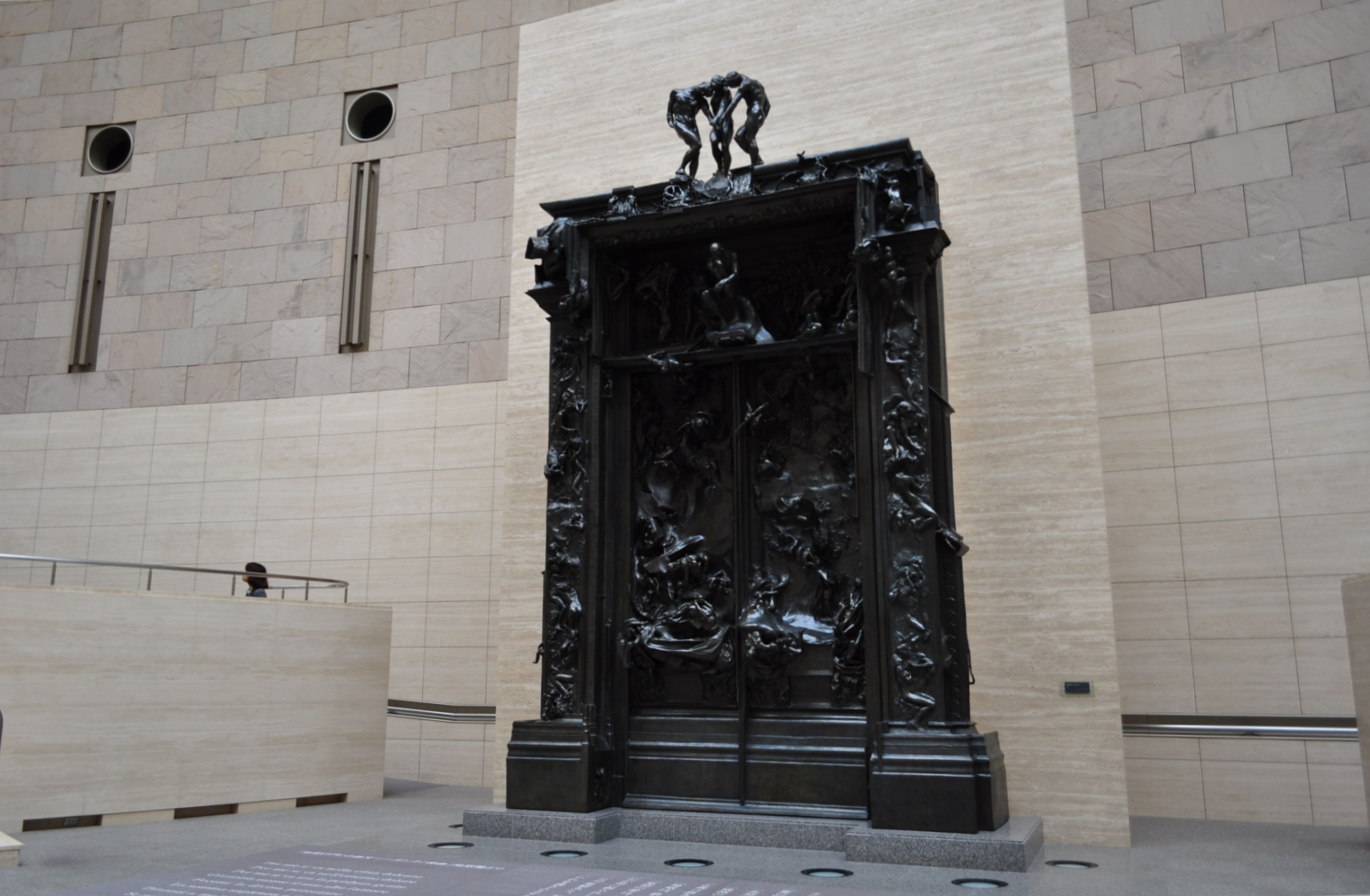
地獄の門（静岡県立美術館 2014年7月16日撮影）

地獄の門（じごくのもん、仏: La Porte de l'enfer）は、叙事詩に登場する内容、及びそれをテーマにして制作されたブロンズ像である。

## 叙事詩
13-14世紀イタリアの詩人、ダンテ・アリギエーリの叙事詩『神曲』地獄篇第3歌に登場する地獄への入口の門である。
「この門をくぐる者は一切の希望を捨てよ」の銘文でよく知られており、深い絶望をあらわす表現としても用いられる。

### 地獄の門の碑銘
『神曲』地獄篇は、作者にして主人公のダンテが古代ローマの詩人ウェルギリウスに導かれて、地獄を巡るという内容である。「地獄の門」は、この地獄の入口にかかる門であり、『神曲』地獄篇第3歌の冒頭は、門の頂に記された銘文から始まっている。和訳は山川丙三郎訳より。
| Per me si va ne la città dolente, per me si va ne l'etterno dolore, per me si va tra la perduta gente. Giustizia mosse il mio alto fattore; fecemi la divina podestate, la somma sapïenza e 'l primo amore. Dinanzi a me non fuor cose create se non etterne, e io etterno duro. Lasciate ogne speranza, voi ch'intrate. | 我を過ぐれば憂ひの都あり、 我を過ぐれば永遠の苦患あり、 我を過ぐれば滅亡の民あり 義は尊きわが造り主を動かし、 聖なる威力、比類なき智慧、 第一の愛、我を造れり 永遠の物のほか物として我よりさきに 造られしはなし、しかしてわれ永遠に立つ、 汝等こゝに入るもの一切の望みを棄てよ |

地獄の門の銘文は、門自身が一人称で語りかける形となっており、いわば門の自己紹介であると同時に地獄の紹介ともなっている。
始めの三行で反復されていることは、この門をくぐる者がこれから行くことになる地獄界のことを指している。すなわち、地獄界と、そこで繰り広げられる永劫の罰、そして地獄の住人のことを端的に言い表しているのである。
また、次の三行では、地獄が三位一体の神（聖なる威力、比類なき智慧、第一の愛）の創造によるものであることを示しており、始めの三行が反復しているのは、次の三行で象徴されている「三位一体」の神学に対応しているものである。
この門の碑文自体も、三行連句が三連に連なっている。そして地獄篇も冒頭の序を除けば33歌から成り、『神曲』自体はおのおの33歌から成る地獄篇・煉獄篇・天国篇の三部から構成されている（地獄篇は34歌だが、巻頭第一歌は総序となっている）。このように「3」という数は、三位一体を象徴する聖なる数として、『神曲』の構成全体に貫かれており、極めて均整のとれた幾何学的構成美を見せている（神曲の項を参照）。

## ブロンズ像
オーギュスト・ロダンの未完の作品に、前述の「地獄の門」をテーマとして制作された、巨大なブロンズ像『地獄の門』がある。「考える人」はこの門を構成する群像の一つとして造られたもので、単体作品としても独立して高く評価されている。このロダン作「地獄の門」は、上野恩賜公園の国立西洋美術館、静岡県立美術館をはじめ、世界に7つ（フィラデルフィア・ロダン美術館、パリ・ロダン美術館、チューリッヒ美術館、スタンフォード大学カンターアートセンター、サムスン美術館プラトー）が展示されている。また、石膏原型はオルセー美術館に展示されている。